# Xung đột Thái Lan – Việt Nam (1979–1989)
Sau khi quân đội nhân dân Việt Nam tiến vào Campuchia lật đổ chế độ Pol Pot trong Chiến tranh biên giới Việt Nam – Campuchia năm 1979, tàn quân Khmer Đỏ chạy về phía tây tới các khu vực biên giới gần Thái Lan. Với sự trợ giúp từ Trung Quốc, các đơn vị tàn quân Khmer Đỏ đã tái tập hợp và tổ chức lại trong các khu rừng và miền núi vùng biên giới Thái Lan-Campuchia. Trong thời gian từ 1980 tới đầu những năm 1990, lực lượng Khmer Đỏ từ các trại tị nạn ở bên trong lãnh thổ Thái Lan đã tiến hành chiến tranh du kích xâm nhập nhằm chống lại sự ổn định của nhà nước Cộng hòa Nhân dân Campuchia.
Trong các cuộc hành quân càn quét quân Khmer Đỏ, quân đội Việt Nam đã tiến sát và thậm chí vượt qua biên giới Thái Lan để tấn công các căn cứ Khmer Đỏ. Trong bối cảnh địa chính trị những năm 1980, Việt Nam và Thái Lan là hai nước có hệ tư tưởng đối nghịch. Sau khi quân Khmer Đỏ rút khỏi Phnôm Pênh, Thái Lan không công nhận chính phủ Cộng hòa Nhân dân Campuchia được Việt Nam hậu thuẫn và cùng với phần lớn các nước trên thế giới vẫn công nhận Khmer Đỏ là đại diện hợp pháp của Campuchia.
Sự hiện diện quân sự lớn của quân đội Việt Nam trong vùng lãnh thổ ngay kề bên một nước Thái Lan quân chủ làm nước này hết sức lo ngại. Chính phủ Việt Nam Dân chủ Cộng hòa trong và sau Chiến tranh Việt Nam được cho là đã từng hỗ trợ một lực lượng du kích cộng sản Thái lên đến 20.000 người hoạt động ở vùng Đông Nam Thái Lan. Thái Lan từ năm 1979 đã hỗ trợ cho các lực lượng Campuchia chống Việt Nam và chính phủ Cộng hòa Nhân dân Campuchia về vũ khí cũng như căn cứ trú đóng trên lãnh thổ mình. Căng thẳng trên mở màn cho một chuỗi những vụ đụng độ và đối đầu lẻ tẻ, tuy chưa bao giờ được tuyên bố là một cuộc xung đột chính thức nhưng đã kéo dài cho đến khi Việt Nam rút quân khỏi Campuchia năm 1989.

## Nguyên nhân

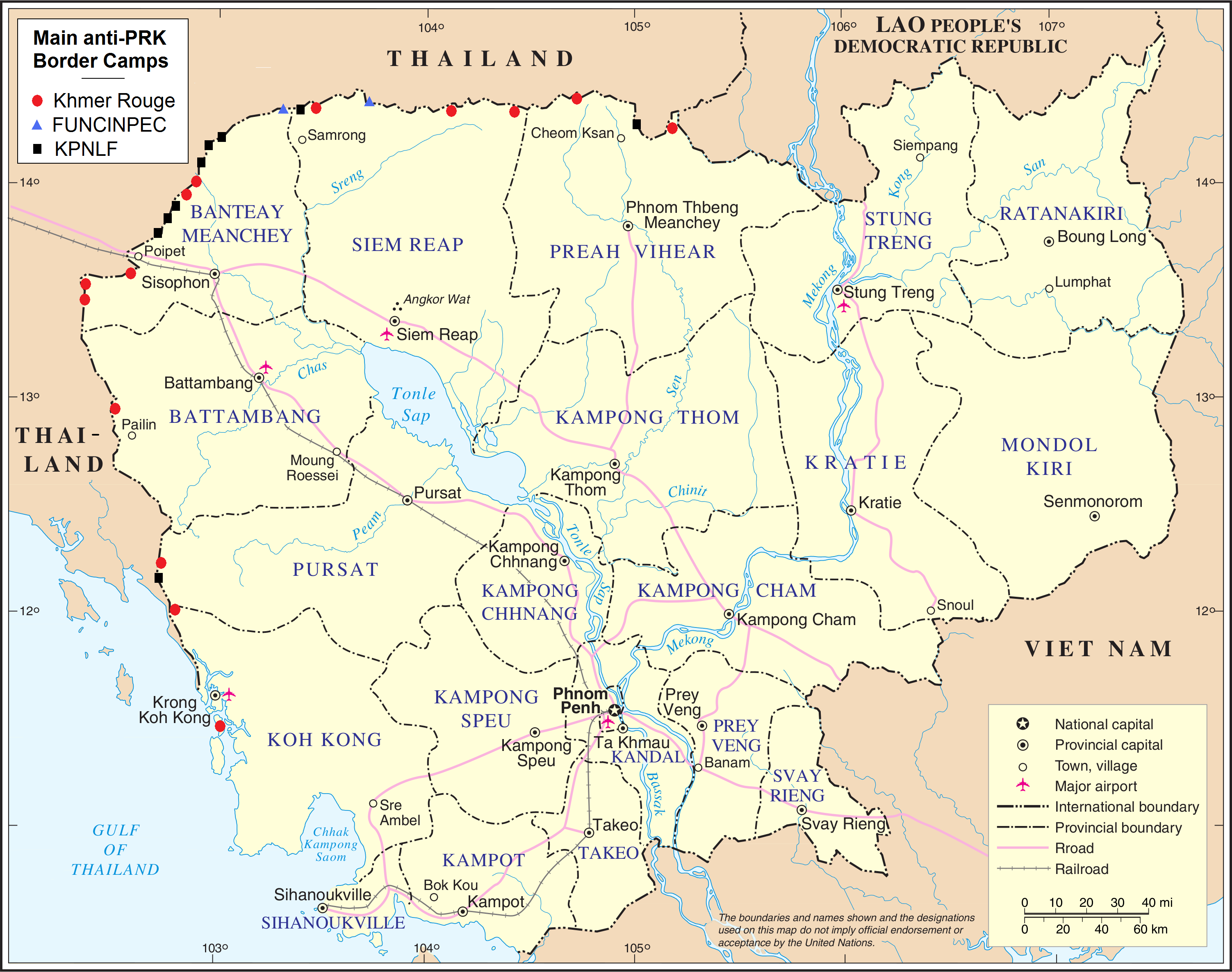
Căn cứ ở biên giới của các lực lượng chống đối chính phủ Cộng hòa Nhân dân Campuchia; 1979-1984.

Chính phủ Thái Lan nghi ngờ mục tiêu lâu dài của Việt Nam và nỗi lo sợ Việt Nam hỗ trợ cho phong trào cộng sản bên trong Thái Lan nổi dậy đã khiến chính phủ Thái Lan ủng hộ mục tiêu của Hoa Kỳ ở Nam Việt Nam trong chiến tranh Việt Nam.
Năm 1973, chính phủ dân sự mới của Thái Lan tạo ra một cơ hội hòa giải ở mức độ nào đó với chính quyền ở Bắc Việt Nam khi họ đề xuất rút quân Mỹ khỏi đất Thái và áp dụng lập trường trung lập hơn. Hà Nội đáp lại bằng việc gửi một phái đoàn đến Bangkok, nhưng các cuộc đàm phán đã đổ vỡ trước khi đạt được bất kỳ tiến bộ nào trong việc cải thiện mối quan hệ giữa hai nước. Thảo luận được nối lại vào tháng 8 năm 1976 sau khi Việt Nam thống nhất. Kết quả là đề nghị cho một cuộc trao đổi đại sứ và mở các cuộc đàm phán về thương mại và hợp tác kinh tế, nhưng cuộc đảo chính quân sự vào tháng 10 năm 1976 đã thành lập một chính phủ Thái Lan mới có ít cảm tình với những người cộng sản Việt Nam. Liên lạc đã được nối lại trong một thời gian ngắn vào tháng 5 năm 1977, khi Việt Nam, Thái Lan và Lào đã tổ chức một cuộc họp để thảo luận việc nối lại làm việc của Ủy hội sông Mê Công, một nỗ lực hợp tác lớn vốn đã bị ngừng lại do chiến tranh Việt Nam. Bắt đầu từ tháng 12 năm 1978, cuộc xung đột ở Campuchia đã ảnh hưởng lớn đến trao đổi ngoại giao, các chiến dịch tấn công quân sự của Việt Nam bao gồm các cuộc xâm nhập qua biên giới Thái Lan gây ra nhiều thương vong cho phía Thái Lan làm mối quan hệ hai nước trở nên đặc biệt căng thẳng.
Năm 1979, sự hiện diện quân sự của Việt Nam tại Campuchia một lần nữa làm dấy lên những mối quan tâm tương tự, Bangkok liên minh với Khmer Đỏ - một kẻ thù của Việt Nam và tìm đến sự hỗ trợ an ninh của Bắc Kinh. Hành động của Thái Lan đã làm Hà Nội có thái độ cứng rắn hơn đối với chính quyền Bangkok. Là thành viên ASEAN dễ bị tổn thương nhất trong một cuộc tấn công giả định của Việt Nam, Thái Lan đã cho phép Khmer Đỏ trú đóng ở các trại bên trong lãnh thổ của mình, và Thái Lan là quốc gia đầu tiên trong khối ASEAN phản đối "sự hiện diện của quân đội Việt Nam tại Campuchia năm 1978". Nhưng trong các tuyên bố của mình, Bộ trưởng Ngoại giao Thái Lan nói: Thái Lan không chứa chấp Khmer Đỏ, trên lãnh thổ Thái Lan không có Khmer Đỏ, Khmer Đỏ chỉ ở trên đất Campuchia. Vì vậy Bộ trưởng Ngoại giao Việt Nam đã tuyên bố: Quân tình nguyện VN chỉ tấn công vào nơi có Khmer Đỏ, nơi bị tấn công là lãnh thổ Campuchia, không phải lãnh thổ của Thái Lan; Thái Lan không có quyền phản đối các cuộc tấn công này.

## Diễn biến

### 1979
- Tháng 10: một cuộc tấn công lớn của Việt Nam vào các vị trí trú ẩn của quân Khmer Đỏ tại các vùng núi biên giới đã đẩy hàng ngàn binh lính Khmer Đỏ cùng gia đình và người dân trong vùng kiểm soát của họ về biên giới Thái Lan.[3]
- Ngày 8 tháng 11: Pháo binh Thái Lan nã vào khu trại tị nạn Nong Chan (Khok Sung, Sa Kaeo),[4] khiến khoảng 100 người chết.
- Ngày 12 tháng 11: Việt Nam tấn công vào Ban Laem (Pong Nam Ron, Chanthaburi), đẩy 5.000 binh lính và thường dân Khmer Đỏ qua biên giới Thái Lan. Một nửa trong số đó di chuyển vào Kamput Holding Center,[5] ở biên giới Chanthaburi.

### 1980
- Ngày 23 tháng 6: Phản ứng với việc tổ chức hồi hương của hàng ngàn người tị nạn, 200 lính Việt Nam vượt qua biên giới lúc 2 giờ sáng vào khu vực Ban Non Mak Mun, bao gồm khu trại tị nạn Nong Chan, một trận đấu pháo kéo dài ba ngày làm khoảng 200 người chết, bao gồm từ 22 đến 130 binh sĩ Thái, một dân làng Thái Lan và 72 bộ đội Việt Nam thiệt mạng. Hàng trăm người tị nạn đã được báo cáo thiệt mạng, nhiều người thiệt mạng khi pháo binh Thái Lan tấn công một trong những ngôi trại. Những người khác được tìm thấy giữa hai làn đạn.[6] Hàng trăm người tị nạn chống lại Việt Nam bị xử tử.[7] Quân Việt Nam tạm chiếm hai ngôi làng biên giới Thái Lan bao gồm cả Ban Non Mak Mun và pháo kích vài nơi khác.
- Ngày 24 tháng 6: Quân Việt Nam tiếp tục kiểm soát Nong Chan, đấu pháo và đấu súng với binh sĩ Thái Lan và tấn công các cứ điểm của quân Khmer Đỏ. Việt Nam bắn rơi hai máy bay quân sự Thái Lan.[8]
- Ngày 26 tháng 6: Quân Việt Nam đã bắt giữ hai quan chức cứu trợ (Robert Ashe và Tiến sĩ Pierre Perrin - điều phối viên y tế của Ủy ban Chữ thập đỏ quốc tế (ICRC)) và hai nhiếp ảnh gia Mỹ tại trại Nong Chan.[9][10]

### 1981
- Ngày 4 tháng 1: Quân Việt Nam tràn qua biên giới, khai hoả với súng phóng lựu và vũ khí tự động vào các đơn vị Thái trước khi rút lui.[11] Đây là hoạt động đầu tiên của Việt Nam ở Thái Lan kể từ tháng 6 năm 1980. Hai lính Thái bị giết, một bị thương sau 90 phút giao tranh lúc sáng sớm. Theo tường trình, khoảng 50-60 lính Việt Nam đã nổ súng vào đội tuần tra Thái Lan sâu nửa dặm bên trong đất Thái. Không có số liệu thương vong của Việt Nam.[12] Thái Lan vội vã điều quân tiếp viện đến biên giới Thái-Cam trong ngày hôm sau, đặt trong tình trạng báo động nhằm chống lại các cuộc đột kích qua biên giới khác của Việt Nam.[13]

### 1982
- Đầu tháng 3: Một loạt xô xát dọc biên giới mà đỉnh cao là sự kiện hơn 300 lính Việt Nam vượt biên giới và giết vài lính biên phòng Thái Lan.
- Ngày 21 tháng 10: Quân Việt Nam bắn về phía một máy bay do thám Thái Lan bay gần biên giới nhưng không trúng. Chiếc máy bay hạ cánh tại căn cứ bên trong lãnh thổ Thái Lan.[14]

### 1983
- Tháng 1: Quân chính phủ Cộng hòa Nhân dân Campuchia được hỗ trợ bởi các đơn vị Việt Nam đã tiến hành một cuộc tấn công lớn chống lại lực lượng Liên minh chính phủ Kampuchea Dân chủ (CGDK) - một tổ chức liên hiệp bởi 3 lực lượng chống chính phủ (gồm Khmer Đỏ của Pol Pot, Mặt trận Dân tộc Giải phóng Nhân dân Khmer của Son Sann và Phong trào Giải phóng Dân tộc Campuchia của Sihanouk). Chiến sự lan sang đất Thái. Hơn 47.000 người bỏ chạy sang Thái Lan.
- Ngày 16 tháng 1: Quân Việt Nam tái chiếm thôn Yeang Dangkum, ngay phía đông trại Nong Chan, mà trước đó quân vũ trang của Mặt trận Dân tộc Giải phóng Nhân dân Khmer (KPNLF) đã chiếm giữ vào ngày 26 tháng 12 năm trước, như một phần của các hoạt động nhằm giành thế chủ động vào cuối năm.
- Ngày 21 tháng 1: Pháo binh Việt Nam tấn công buộc quân Khmer Đỏ tại O'Bok di chuyển doanh trại sang Thái Lan. Thường dân sau đó đã quay trở lại khu vực vào cuối tháng.
- Ngày 31 tháng 1: Được hỏa lực mạnh của pháo binh yểm trợ, 4.000 quân Việt Nam với xe thiết giáp mở cuộc tấn công lớn vào Nong Chan, một trong những trại tị nạn lớn nhất ở biên giới và phá hủy nó. Giao tranh được ghi nhận diễn ra quanh trại giữa quân Việt Nam trú đóng tại Campuchia với khoảng 2.000 quân KPNLF.[15] Cùng lúc, các cuộc pháo kích, bắn rocket và súng cối tiếp tục được phía Việt Nam duy trì. Ít nhất 50 viên rơi vào đất Thái, giết chết một nông dân 66 tuổi, gây hư hại vài ngôi nhà và một ngôi chùa gần đó.[16] 24.000 dân tị nạn bỏ chạy, không rõ thương vong. Quân MOULINAKA và KPNLF rút chạy sau 36 giờ giao tranh. Bệnh viện Khao-I-Dang tiếp nhận 100 người dân bị thương.[16]
- Ngày 31 tháng 3: Việt Nam mở một loạt trận tấn công dữ dội, với 1.000 lính Việt Nam và 600 quân chính phủ Cộng hòa Nhân dân Campuchia, đánh vào các trại tị nạn thuộc sự kiểm soát của Khmer Đỏ tại Phnom Chat (huyện Ta Phraya, tỉnh Sa Kaeo, Thái Lan) và Chamkar Kor, dưới sự yểm trợ của pháo binh, rocket và xe tăng T-54. Quan chức Thái Lan cho biết quân Việt Nam tấn công một lần nữa, làm số lượng lớn đạn pháo và đạn súng cối rơi vào lãnh thổ Thái Lan.[17] Các đơn vị Việt Nam đụng độ với các lực lượng quân đội Thái Lan trong vài ngày, đẩy Bangkok vào tình trạng sẵn sàng phòng vệ. Đạn pháo binh và xe tăng giết chết 30 thường dân và làm bị thương khoảng 300 người. Khoảng 22.000 dân Campuchia chạy sang đất Thái tị nạn.
- Đầu tháng 4: Quân Việt Nam phá hủy trại Phnom Chat, dân thường sơ tán lên Red Hill. Trại David của Sihanouk bị tấn công và thường dân chuyển đến Green Hill. Một máy bay phản lực Thái Lan bị bắn rơi.
- Ngày 3 tháng 4: Khoảng 100 quân Việt Nam xâm nhập vào Thái Lan và đánh giáp lá cà với lực lượng biên phòng Thái Lan giết 5 và làm bị thương 8 lính Thái Lan.[18] Một cuộc tấn công vào trại Ampil, trụ sở chính của KPNLF, bị bãi bỏ do các kho xăng phục vụ cuộc tấn công bị quân KPNLF phá hủy ngay tuần trước, khiến sư đoàn Việt Nam bị thiếu nhiên liệu và không thể sử dụng lực lượng tăng - thiết giáp.[19]
- Ngày 27 tháng 12: Việt Nam đưa bộ binh cùng xe tăng và xe thiết giáp tới biên giới phía đông Thái Lan, và có vẻ như chuẩn bị tấn công các đơn vị Campuchia thuộc CGDK. 350 quân Việt Nam cùng một số xe tăng T-54 và xe bọc thép được điều đến làng Thmar Puok (đối diện trại tị nạn Phnom Chat) ở phía tây Campuchia, nơi chỉ cách căn cứ của CGDK 14 dặm về phía đông nam, và cách biên giới Thái Lan 16 dặm. Quân đội Thái Lan và các quan chức an ninh dự kiến một cuộc tấn công mùa khô của Việt Nam chống lại quân CGDK vào tháng tới.[20]
- Tháng 12: Quân Việt Nam liên tục giao tranh trên bộ với quân Thái, trong khi tàu chiến Việt Nam bắn vào các tàu cá Thái đang hoạt động cách bờ biển Việt Nam khoảng 20 dặm, bắt giữ 5 thuyền đánh cá cùng 130 ngư dân.[21]

### 1984
- 25 tháng 3 tới đầu tháng 4: Một cuộc tấn công lớn thứ ba trong vòng 5 năm của phía Việt Nam, một chiến dịch kéo dài 12 ngày xâm nhập Thái Lan để truy quét quân Khmer Đỏ, với xe tăng T-54, pháo 130mm yểm trợ 400-600 quân. Pháo binh và không quân Thái được điều tới đáp trả. Kết quả là hàng chục thương vong cho cả hai bên và 1 máy bay quân sự của Thái Lan bị bắn rơi. Cuộc đột kích qua biên giới của Việt Nam, cùng với những thương vong quân đội và dân thường Thái Lan, được đánh giá là làm phá hoại nghiêm trọng an ninh của Thái Lan. Các vụ xung đột nhỏ trong khu vực trại của Khmer Đỏ - Chong Phra Palai Pass đã gắn kết lực lượng CGDK và Thái Lan.[22]
- Ngày 15 tháng 4: 600 lính Việt Nam của Sư đoàn 5 và Trung đoàn bộ binh biên phòng 8 của chính phủ Campuchia sau khi nã pháo đã tràn vào Ampil Camp, một căn cứ KPNLF gần biên giới, giết chết 85 và làm bị thương 60 dân Campuchia.[23] Cuộc tấn công vào lúc bình minh được hỗ trợ bởi xe tăng và pháo. Khoảng 50 quả đạn pháo rơi trên đất Thái gần căn cứ của quân KPNLF. Trên truyền hình tại Bangkok, những du kích MOULINAKA trung thành với Norodom Sihanouk cho biết Việt Nam có tám tiểu đoàn đặt tại biên giới phía Bắc Campuchia. Quân đội Thái Lan đã được đặt trong tình trạng báo động cao nhất để ngăn chặn cuộc chiến lan rộng.[24]
- Cuối tháng 5 - đầu tháng 6: Hải quân Việt Nam liên tục tấn công các tàu đánh bắt cá ngoài khơi bờ biển Việt Nam, dẫn đến cái chết của ba ngư dân Thái Lan.
- Ngày 06 tháng 11: Quân Việt Nam tấn công lính biên phòng Thái Lan ở tiền đồn biên giới gần Surin (đối diện với tỉnh Banteay Meanchey ở Bắc Campuchia). Hai binh sĩ Thái đã thiệt mạng, 25 người bị thương và 5 người mất tích trong cuộc chiến kiểm soát Đồi 424 ở Traveng, 180 dặm về phía đông bắc của Bangkok.[25] Khoảng 100 binh lính từ Trung đoàn 73 của Quân đội nhân dân Việt Nam tiến sâu một dặm vào lãnh thổ Thái Lan, nhưng sau đó đã buộc phải quay lại vào Campuchia bởi sự ngăn chặn từ quân đội Thái Lan. Một nguồn tin quân sự Thái Lan cho biết quân Việt Nam vượt qua biên giới trong khi truy kích du kích Khmer Đỏ.[26]
- Từ ngày 18 đến 26 tháng 11: Trại tị nạn Nong Chan bị tấn công bởi hơn 2000 binh sĩ của Sư đoàn 9 Việt Nam và thất thủ sau một tuần chiến đấu,[27] trong thời gian này có 3 đại úy Việt Nam và 66 binh sĩ thuộc quân chính phủ Campuchia đã thiệt mạng.[28] 30.000 dân thường đã được chuyển đến các trại Site 3 (Ang Sila) sau đó là Site 6 (Prey Chan).
- Ngày 08 tháng 12: Nam Yuen, một trại nhỏ ở phía Đông Thái Lan gần biên giới với Lào, bị pháo kích buộc phải sơ tán.
- Ngày 11 tháng 12: Sok Sann[29] bị pháo kích và cũng buộc phải sơ tán.
- Ngày 25 tháng 12: Quân KPNLAF trong trại Nong Samet bị tấn công lúc bình minh.[30] Toàn bộ Sư đoàn Bộ binh số 9 (hơn 4.000 người) cộng với 18 khẩu pháo và 27 xe tăng T-54 và xe bọc thép tham gia vào cuộc tấn công này.[31] Phía Việt Nam triển khai cả lựu pháo 105mm và 130mm, Pháo M-46 130 mm là lựu pháo dã chiến nòng dài (dã pháo hạng nặng) do Liên Xô thiết kế và chế tạo có tầm bắn lên tới 27 km. Ước tính có khoảng 55 du kích KPNLAF và 63 dân thường thiệt mạng trong cuộc tấn công [32] 60.000 thường dân đã được sơ tán tới Red Hill (làng Nong Samet, huyện Khok Sung, tỉnh Sakeo).[33] Khoảng 200 người bị thương trong cuộc chiến được chuyển tới Khao-I-Dang. Nhiều chỉ huy và binh lính KPNLAF trong đó có cả tướng Dien Del tuyên bố rằng trong thời gian chiến đấu tại Nong Samet vào ngày 27 tháng 12, quân đội Việt Nam sử dụng khí "màu xanh lá cây" [34] "Loại khí gas mạnh trên chiến trường nhưng không gây chết người"[35] làm choáng váng nạn nhân [36][37] gây buồn nôn và sùi bọt ở miệng.[38] Hơn 3.500 quân KPNLAF phân chia giữ khu trại đến khoảng 1 tuần,[39] nhưng cuối cùng nó đã bị rút bỏ.[40]
- Ngày 31 tháng 12: Quân Việt Nam phục kích hai đơn vị Thahan Phran của Thái Lan tại tỉnh Buriram, làm bị thương 6 người và ghim chặt họ ở đó trong hơn 24 giờ bằng vũ khí hạng nhẹ.[41]

### 1985
- Tháng 1 - tháng 2: Quân Việt Nam mạnh mẽ tấn công vượt qua hầu như tất cả các căn cứ chính của quân CGDK dọc biên giới Campuchia, đặt người Thái và Việt Nam trong cuộc đối đầu trực tiếp trải dài nhiều nơi.
- Ngày 5 tháng 1: Paet Um bị tấn công và được sơ tán.
- Ngày 7 - 8 tháng 1: 5.000 đến 6.000 quân Việt Nam, với 400 đến 500 binh sĩ thuộc quân chính phủ Campuchia hỗ trợ,[42] cùng với hỏa lực pháo binh và 15 xe tăng T-54 và 5 xe bọc thép,[43] tấn công Ampil (Ban Sangae). Cuộc tấn công được mở đầu bằng việc pháo kích dữ dội khoảng 7.000[44] đến 20.000[45] quả đạn pháo trong vòng 24 giờ. Nong Chan và Nong Samet cùng bị pháo kích.[46] Quân Việt Nam chiếm được trại Ampil sau vài giờ giao tranh bất chấp dự đoán của tướng Dien Del rằng trại sẽ cầm cự được.[47] Quân KPNLAF loại khỏi vòng chiến đấu 6 hoặc 7 xe tăng, nhưng cũng thông báo mất 103 lính chết khi chiến đấu.[48] Dân thường ở San Ro được di tản vào Site 1. Một máy bay cường kích phản lực A-37 Dragonfly của Thái Lan bị bắn rơi ở tỉnh Buriram khi tham chiến [49] làm thiệt mạng một trong hai thành viên phi hành đoàn. Trong cuộc tấn công ở Ampil, quân đội Thái Lan bảo vệ Hill 37 gần Ban Sangae và chịu đựng thiệt hại gồm 11 người chết và 19 người bị thương.[45]
- Ngày 23 - ngày 27 tháng 1: Trại Dong Ruk và San Ro bị pháo kích, 18 thường dân thiệt mạng.[50] 23.000 dân bỏ chạy vào Site A.[51]
- Ngày 28 - ngày 30 tháng 1: Pháo binh Việt Nam bắn khoảng 100 quả pháo 130mm, súng cối và rockets vào các vị trí của Sư đoàn 320 Khmer Đỏ, gần trại tị nạn Khao Din, khoảng 34 dặm về phía nam của Aranyaprathet. Tiếp theo sau là một cuộc tấn công của bộ binh vào Khao Ta-ngoc.[52]
- Ngày 13 tháng 2: Nong Pru, O'Shallac và Taprik (Nam Aranyaprathet) bị tấn công và được sơ tán vào Site 8.
- Ngày 16 tháng 2: Trong một cuộc giao tranh với lực lượng CGDK gần Ta Phraya, bốn quả rocket của Việt Nam có chứa khí độc đã được bắn, khiến người dân Thái Lan trong khu vực phàn nàn bị chóng mặt và ói mửa. Phòng thí nghiệm quân đội Hoàng gia Thái Lan xác nhận rằng các tên lửa có chứa khí gas Phosgene.[53]
- Ngày 18 tháng 2: 300 quân Việt Nam tấn công các vị trí của Khmer Rouge gần Khlong Nam Sai (Aranyaprathet, Sa Kaeo), 19 dặm về phía đông nam của Aranyaprathet. Cuộc chiến đấu bắt đầu bằng các vũ khí hạng nhẹ và leo thang khi Việt Nam bắn trọng pháo và súng cối. Quân đội Thái Lan đã bắn cảnh cáo lính Việt Nam khi họ vượt qua biên giới nhằm truy đuổi quân Khmer Đỏ. Một dân làng Thái Lan đã bị chết.[54]
- Ngày 20 tháng 2: Quân Việt Nam và Thái Lan đánh nhau trên một ngọn đồi gần biên giới giữa Thái Lan và Campuchia. Lực lượng Việt Nam đã cố gắng để chiếm cao điểm 347, khoảng nửa dặm bên trong tỉnh đông bắc Thái Lan Buriram.[55] Một sĩ quan Thái Lan đã thiệt mạng và hai binh sĩ bị thương trong cuộc giao tranh, trong đó có một trận đấu pháo qua biên giới.[56]
- Ngày 5 tháng 3: Tatum bị tấn công. Dân chúng ở cao điểm Xanh sơ tán vào Site B. Dong Ruk, San Ro, Ban Sangae, và người tị nạn được chuyển vào Trại 2. Khoảng 1.000 quân Việt Nam đã thường xuyên xâm nhập vào lãnh thổ Thái Lan với mục tiêu đánh vào sườn đơn vị của các nhóm CGDK. Khi các nhóm này nhận được sự hỗ trợ thông qua Thái Lan và thậm chí có thể chạy thoát hiểm thông qua lãnh thổ Thái Lan, họ được an toàn đến khi nào quân Việt Nam còn tôn trọng lãnh thổ Thái Lan.[57]
- Ngày 6 tháng 3: Quân đội và máy bay Thái Lan buộc quân Việt Nam rút lui khỏi một trong ba ngọn đồi trên lãnh thổ Thái Lan đã bị Việt Nam chiếm trong các ngày trước. Máy bay ném bom của Không quân Hoàng gia Thái Lan đã bay trong nhiệm vụ chống lại khoảng 1.000 lính Việt Nam vượt qua biên giới Thái Lan-Campuchia ở hai nơi.[58] Thái Lan phản công đẩy lùi quân Việt Nam xâm nhập và giết khoảng 60 lính Việt Nam.[59]
- Ngày 7 tháng 3: Binh sĩ quân đội Thái Lan hỗ trợ bởi pháo binh và máy bay A-37 Dragonfly chiếm lại ba ngọn đồi bị chiếm ngày 5 tháng 5 bởi binh sĩ Việt Nam. Hàng trăm binh sĩ Việt Nam đã được cho biết đã bị đẩy trở lại về phía bên kia biên giới Campuchia. Tuy nhiên, Việt Nam phản công tại điểm cao 361 trên đất Thái Lan, đằng sau các căn cứ CGDK bị bao vây tại Tatum, và kết quả của trận đánh không rõ ràng. 14 binh sĩ Thái và 15 dân thường Thái đã bị giết.[60]
- Ngày 5 tháng 4: Một cuộc đụng độ xảy ra tại Laem Nông Ian, một khu vực diện tích 15 dặm về phía đông nam của thị trấn biên giới Thái Lan, sau khi 5 lính Việt Nam xâm nhập khoảng 875 mét vào Thái Lan. Lính biên phòng Thái Lan giết chết một người lính Việt Nam ở Thái Lan sau 10 phút giao tranh gần biên giới.[61]
- Ngày 20 tháng 4: Tại tỉnh Trat phía đông nam của Thái Lan, khoảng 1.200 lính Việt Nam tấn công các vị trí của Thái Lan dài 3 đến 4 km từ Vịnh Thái Lan. Thay vì rút lui, Việt Nam lập một căn cứ cố định trên một ngọn đồi ở Thái Lan, khoảng một nửa dặm từ biên giới, nơi họ đã đặt mìn và các boong ke. Sau đó, các cuộc tấn công Thái Lan leo thang đã đẩy một số lính Việt Nam trở lại Campuchia, nhưng Hà Nội đã cử một tiểu đoàn mới gồm 600 đến 800 lính để củng cố đỉnh đồi nửa dặm bên trong Thái Lan.[62]
- Ngày 10 tháng 5: Một người lính Thái Lan đã bị chết sau khi giẫm phải mìn trong khi tuần tra.
- Ngày 11 tháng 5: Máy bay chiến đấu phản lực của Thái Lan và pháo hạng nặng tấn công mạnh vào quân Việt Nam đóng trên một ngọn đồi nửa dặm bên trong Thái Lan, và các binh sĩ Thái Lan sẵn sàng cho một cuộc tấn công vào vị trí có cài rất nhiều mìn. Người Thái ném bom và pháo kích vào lính Việt Nam trước khi bộ binh mở chiến dịch trong dãy núi Banthad, 170 dặm về phía đông nam của Bangkok. Người Việt Nam đã đào hầm dọc theo ngọn đồi và đã đặt một bãi mìn để chống lại bất kỳ cuộc tấn công nào của Thái Lan. 7 binh sĩ Thái Lan đã được báo cáo thiệt mạng và ít nhất 16 người bị thương. Đài Tiếng nói Việt Nam phát tuyên bố Bộ Ngoại giao Việt Nam phủ nhận các cáo buộc xâm nhập mới nhất vào Thái Lan. Thái Lan đã cáo buộc Việt Nam ít nhất 40 lần vượt qua biên giới trong các cuộc tìm kiếm quân CGDK kể từ tháng 11 năm 1984, nhưng chính phủ Việt Nam đã bác bỏ.[62]
- Ngày 15 tháng 5: Binh lính Việt Nam và Thái Lan đụng độ khoảng tám giờ với súng cối, súng chống tăng và súng máy.
- Ngày 17 tháng 5: Binh sĩ Thái Lan tấn công đẩy lùi binh sĩ Việt Nam về lãnh thổ Campuchia trong một cuộc giao tranh dữ dội dọc theo biên giới phía đông nam của Thái Lan. Sau hơn một tuần chiến đấu, cảnh binh và thủy quân lục chiến Thái Lan đã chiếm lại được một phần của một ngọn đồi bên trong biên giới Thái Lan bị Việt Nam chiếm đóng trước đó [63]
- Tháng 5: Khoảng 230.000 thường dân Campuchia đã được sơ tán tạm thời vào Thái Lan sau cuộc tấn công mùa khô rất thành công của Việt Nam.
- Ngày 26 tháng 5: Quân Việt Nam tiến vào tỉnh Ubon Ratchathani của Thái Lan từ phía Bắc Campuchia, hiển nhiên là để tìm kiếm du kích CGDK. Quân Việt Nam đã giết chết năm binh sĩ Thái Lan và một thường dân trong một cuộc đụng độ một giờ với lực lượng tuần tra biên giới ở phía đông bắc Thái Lan. Cuộc giao tranh đã khiến các nhà chức trách trong tỉnh của Thái Lan sơ tán khoảng 600 thường dân ra khỏi hai ngôi làng biên giới đến các khu vực an toàn hơn trong quận Nam Yuen.[64]
- Ngày 13 tháng 6: Quân đội Thái Lan chiến đấu với 400 bộ đội Việt Nam đã vượt qua biên giới vào Thái Lan.[65]

### 1986
- Ngày 23 tháng 1: Một đợt pháo kích của phía Việt Nam vào thủy quân lục chiến Thái Lan đóng trong tiền đồn ở Haad Lek, một ngôi làng ở cực nam của biên giới Thái Lan. Bộ đội Việt Nam bắn từ một ngọn đồi đối diện với Haad Lek, nằm trong lãnh thổ Campuchia. "Điều này dường như là một sự khiêu khích có chủ ý của phía Việt Nam. Nó có vẻ không giống như giao tranh từ Campuchia lan sang", một phát ngôn viên Hải quân Thái Lan cho biết. Một tàu chiến của Thái Lan trong vịnh Thái Lan đáp trả bằng việc bắn phá các căn cứ pháo binh Việt Nam. Các nguồn tin quân sự tại Aranyaprathet, 135 dặm về phía đông Bangkok, cho biết tàu chiến này đã bắn hơn 100 phát đạn pháo và phía Việt Nam bắn hơn 70 phát đạn.[66]
- Ngày 25 tháng 1: Quân đội Việt Nam dùng súng hạng nặng bắn một trạm biên giới Thái Lan, giết chết ba thủy quân lục chiến và gây ra một trận đấu pháo với một tàu chiến ngoài khơi vịnh Thái Lan.[66]
- Ngày 07 tháng 12: Quân đội Việt Nam cảnh báo Thái Lan yêu cầu dừng việc tiếp tục hỗ trợ quân du kích Campuchia. Chương trình phát sóng loa và bắn tờ rơi bằng pháo gần huyện Aranyaprathet kêu gọi Thái Lan không chứa chấp các du kích và cảnh báo rằng sẽ chịu "hậu quả" nếu tiếp tục.[67]

### 1987
- Ngày 25 tháng 3: Tổng tư lệnh quân đội Thái Lan Tướng Chavalit tuyến bố sẽ tấn công tổng lực vào bất cứ đơn vị Việt Nam nào xâm nhập quá phạm vi 5 km vào lãnh thổ Thái Lan.
- Ngày 17 tháng 4: Quân đội Thái Lan đã cố gắng để đánh bật bộ binh Việt Nam ra khỏi Chong Bok, một vùng miền núi biên giới của Thái Lan, Lào và Campuchia. Thương vong lên tới hai con số đã được báo cáo ở cả hai bên.[68]
- Ngày 30 tháng 5: Lực lượng biệt động Thái Lan tuần tra khu vực Chong Bok và đã xảy ra giao tranh đấu dữ dội nhằm đánh bật quân Việt Nam từ vị trí cố thủ bên trong lãnh thổ Thái Lan.[69]
- Giữa năm 1987: Toàn bộ 800 km biên giới Thái Lan-Campuchia đã có sự đóng quân của các lực lượng Việt Nam và Campuchia.[70]

### 1988
- Ngày 22 tháng 4: Quân đội Việt Nam vượt qua biên giới và phục kích một đại đội lính biên phòng Thái Lan, giết chết 4 binh sĩ Thái và làm bị thương 1 người khác trong các cuộc đụng độ đầu tiên giữa hai bên kể từ mùa xuân năm ngoái. Đại đội của 5 lính biên phòng Thái Lan đang tuần tra một điểm chiến lược gần biên giới ở tỉnh Buriram, 174 dặm về phía đông Bangkok, khi một người lính Việt Nam đã ném một quả lựu đạn vào nhóm rồi xả súng. Lính Việt Nam ở sâu hơn 450 mét bên trong lãnh thổ Thái Lan khi họ tổ chức tấn công.[71]
- Ngày 12 tháng 6: Vào khoảng 09:00, pháo 105mm và 85mm của Việt Nam pháo kích một ngôi làng của Thái Lan, giết chết hai người dân và làm bị thương hai người khác. 6 vỏ đạn pháo rơi sâu bốn dặm bên trong lãnh thổ Thái Lan.[72]
- Ngày 04 tháng 8: Nhà lãnh đạo của Đảng Dân tộc Thái, Tướng Chatichai Choonhavan trở thành Thủ tướng thứ 17 của Thái Lan, ông hứa hẹn "biến chiến trường thành thị trường".

### 1989
- Ngày 26 tháng 4: Quân chính phủ Campuchia mở cuộc tấn công tại Ta Phraya khiến 38 người thiệt mạng (trong đó có 31 thường dân) và 42 người khác bị thương. Trong một diễn biến khác, quân đội Việt Nam đã bắn bốn quả đạn pháo vào Trại 2, trại tị nạn lớn nhất với hơn 198.000 dân Campuchia cũng đồng thời là nơi trú ngụ của các lực lượng KPNLF. Ba người đã bị thương nghiêm trọng. Sau khi vụ pháo kích, trại bị đóng cửa bởi các quan chức cứu trợ phương Tây, bao gồm các thành viên thuộc Tổ chức hoạt động cứu trợ biên giới của Liên Hợp Quốc, trong đó cung cấp viện trợ cho trại.[73]
- Tháng 9 - tháng 12: Quân đội Việt Nam rút khỏi Campuchia.